# Cratere Jomo
Jomo è un cratere lunare di 7,36 km situato nella parte nord-orientale della faccia visibile della Luna.